# Quei due (film 1981)
Quei due (Circle of Two) è un film del 1981 diretto da Jules Dassin.